# Tetilla globosa
Tetilla globosa är en svampdjursart som först beskrevs av Baer 1906.  Tetilla globosa ingår i släktet Tetilla och familjen Tetillidae. Inga underarter finns listade i Catalogue of Life.